# Нанково
Нанково — село в Хустській міській громаді у Закарпатській області в Україні.

## Назва
У 1995 р. назву села Нанкове було змінено на одну літеру.
- Неймовірні та різноманітні історії траплялися під час виникнення села Нанкова. Та найбільш вірогідна назва села Нанкова розказується у такій легенді. У XVI столітті цим краєм проходили турки-османи, частина їх поселилася в урочищі Туртели, там і досі зберігається колодязь, викопаний турками. Та якось один із турків побачив у долині Хустеця хлібні рослини і радісно вигукнув - "Нанк! Нанк!", що в перекладі з турецької означає - "хліб". Тож і виходить, що Нанково - хлібне село. І це-таки правда, тут росте все, якщо за ним звичайно дбайливо доглядати. Можливо, жителі і є нащадками турків, але в архівах доказів цьому немає. Від турків залишилася тільки назва хлібного села та їхня причетність до нанківчан.
- Існує ще й така легенда, що колись у сиву давнину був на землі невідомий куточок, де не було людей, жодних тварин і домівок. Це місце було неперевершене, чудове, чарівне та неймовірно красиве, але не мало власної назви. За легендою про походження назви цієї місцевості розповідається, що один молодий юнак випадково заблукав і наштовхнувся на невідомий край. Мальовничості його краєвиду не було меж. Перед юнаком відкрилися простори ніким невідомої землі. І вирішив він на правах відкривача ласого шматка землі назвати його - Нанково, на свою честь, адже сам звався Нанк.
- Інша легенда говорить про те, що назви бувають оманливі, бо іноді може трапитися зовсім непередбачуване. А особливо тоді, коли назви занадто паронімічні або омонімічні. З героями цієї легенди відбулася саме така ситуація, що навіть уві сні не наснилося б. Напевно, найзагадковішої легенди, яка стосується назви села Нанково ще не було згадано. Очевидців тих днів уже немає, є тільки те, що вони залишили по собі - це легенда, яку знає кожен житель села. За легендою все почалося раптово, ніхто не зрозумів що сталося, було чутно тільки жахливі крики жінок, постріли, метушню і божевільний сміх. Цей сміх був одного з головних лиходіїв банди, яка напала на маленький хутірець. Це була зграйка бандитів, які називалися - "Вовчі пси". Вони йшли на чергову бійню за територію з такими ж лиходіями як вони "Злиокими", бо ті призначили їм зустріч у хуторі, яке не мало назви. Таких хуторів було лише два і один з них напередодні отримав назву Нанагово, саме в ньому і повинна була відбутися зустріч, але бандити через свою неосвіченість переплутали хутори і почали бойові дії в сусідньому, яке ще не мало своєї назви. Вони обікрали весь хутір, хто чинив опір - вбивали, інших забирали з собою. Повертаючись додому, загарбники назвали хутір – Нанково, а коли покидали завойоване місце, пригрозили жителям «Якщо назва хутора буде змінена, вони повернуться і помстяться!». Від тих часів назва хутора, а потім села не змінювалася, спочатку від страху, потім як пам’яті про померлих, а тепер зміна назви села Нанкова - неможлива.
- У Нанкові є місце і такій легенді, що начебто назва села пішла від двох братів, яких було звати Ново і Ково, вони обидва були закохані в одну чарівну дівчину, яку звали Уляна. Але Улянине серце належало тільки одному з братів, і як би важко їй не було зробити вибір між ними, не розчарувати хлопців, вона змушена була щось робити, адже до кожного відчувала симпатію й свою особливу любов. А Ково і Ново тим часом божеволіли від ревнощів і ледве не почали ненавидіти один одного. Вони мучилися від кохання і суперництва за дівчину, особливо важко було їм усвідомити кого з них обере кохана. Нелегко було й Уляні, але вона не могла сказати про свої почуття відразу. І сумнівалася у справжній щирості почуттів та взаємності Кова, знаючи про його любов до конкуренції і перемоги у суперечках з братом. Тому дівчина вигадала їм таке завдання: «Хто першим знайде місце де будуть рівнини, гористі ліси, а поряд річка той і стане її обранцем, але той, хто знайде його першим повинен квапитися додому, щоб Уляна могла оцінити обрану місцевість. Навмисне обманула вона хлопців, бо уже знала про таке мальовниче місце і чекала там лише одного Ково. Уляна знала що вони повернуться додому за нею, і тільки той здогадається й відчує серцем де вона, котрий щиро кохає. Ково і Ново повернулися за нею майже одночасно, але Уляни не знайшли. І лише Ково одразу відчув, де його кохана і відразу знайшов її, а Ново отямившись, подався вслід за ним. Ково знайшов дівчину там, де й очікував і його радості не було меж, а Ново зрозумів, що захопився лише красою Уляни, а серце ще не відшукало другої половини. Брати помирилися, кохані були разом, вони вирішили назвати місцевість, яка стала для них рідною - Нанково.
- Село, що отримало назву від імені поселенця Нана, спочатку виникло на лівому березі потічка Лісновець, і там понині видно горбок, де стояла перша церква. Розповідають, що те місце було досить вологим, що спричинило руйнування церкви і хат, після чого село перенесли на 2 км вище і на пагорбі поставили церкву.

## Археологія
1974 році мешканка села Шутко Олена Петрівна, копаючи на своєму городі, знайшла глиняний глечик, у якому було 3,7 кг (1000 штук) римських срібних монет І-ІІ ст. нашої ери, їх здано в обласний історичний музей.

## Історія
Перша згадка у 1391-році як Huzkaz.
Інші згадки: 1409-Huzthkwz, Hwzthkez, 1462- Huzthkez, 1550-Hwzthkewz, 1610-Huzthköz, 1725-Husztkőz, 1773-Husztkőz, Nankova, 1808 - Husztköz, 1828- Husztköz, Nankowo, 1838-Husztköz, 1851-Husztköz, Nánkova, 1877-Husztköz, Nánkoro, 1913- Husztköz, 1925-Nankovo, 1930-Nankovo, 1944-Husztköz, Нанково, 1983-Нанкове, Нанково, 1995-Нанково.
З 1788 р. громада Нанкового користувалася власною печаткою з самобутнім гербом - зображенням селянина з сокирою в руці, що стоїть біля верстака. Довкола герба напис латинською мовою: "SIGILLUM PO[SSESSI]ONIS HUSZTKOZ 1788".
В 1751 р. згадано дерев’яну церкву св. Параскевії з вежею, двома дзвонами, яку якраз того року ремонтували. Всі образи були місцеві (очевидно, намісні), а “тутошний образ плачущої Прч. Д. Марії Вскпр. Г. Викарій взяв і отніс де инде”.

## Населення

### Мова
Розподіл населення за рідною мовою за даними перепису 2001 року:
| Мова            | Кількість | Відсоток |
| --------------- | --------- | -------- |
| українська      | 2553      | 99.45%   |
| російська       | 13        | 0.51%    |
| інші/не вказали | 1         | 0.04%    |
| Усього          | 2567      | 100%     |

## Релігія
Храм Вознесіння Господнього. 1870.
До 1801 р. належить друга згадка про церкву: “церков деревяна, еще доста добра, отповідно велика і снарядами заосмотрена”. В 1870 р. біля дерев’яної церкви почали важким трудом будувати муровану церкву, фару і школу, а каміння возили з Копашнева і Кошельова. За переказом, церква 40 років стояла без вежі, оскільки люди не мали коштів на будівництво. До готової церкви перенесли малий дзвін зі старої церкви. Спорудження відбувалося за священиків о. Шереґія та о. Добри.
У 1906 р. поставили іконостас і закінчили облаштування церкви. З 1905 до 1921 р. в селі служив о. Едмунд Табакович, який перейшов до Велятина, бо більша частина населення прийняла православ’я і запросила в село архімандрита Матвія Вакару з Ізи.
У 1928 р. церква через суд була повернута греко-католицькій єпархії, а наступного року громада збудувала православну дерев’яну церкву.
Новий іконостас до мурованої церкви виготовив І. Павлишинець у 1950-х роках. На вежі церкви були 4 дзвони, 2 з яких реквізували для військових потреб. Один з реквізованих дзвонів сховав на станції в Хусті Василь Волощук і повернув його в село. Цей найдавніший дзвін встановили у православній церкві.
храм св. Трійці. 1990.
Церкву св. Трійці, збудовану з дуба, освятили в 1929 р. Дах, вкритий бляхою, увінчували одна велика і чотири малі бані. Будівництво обійшлося в 100 тисяч чехословацьких корон, ще 30 тисяч дотувала держава.
В 1933 р. біля церкви збудували з дерева фару. Дзвони купили в 1922 – 1925 роках і розмістили в окремій дзвіниці. За архімандрита Серафима робили багато ремонтів, малювали стіни та іконостас, а в 1975 р. Василь Кризина позолотив іконостас. Ремонтами займалися члени церковного комітету Олекса Грицак, Омелян Волощук, Олекса Довбак.
У 1989 р. вівтарна частина церкви згоріла. Вогонь знищив іконостас, за винятком царських та бічних дверей, які нині зберігають в новій церкві. Того ж року довкола дерев’яної церкви почали будувати нову муровану церкву 33 м завдовжки, 16 м завширшки і 32 м заввишки. Готову споруду освятили 11 листопада 1990р.
Упродовж 1991 – 1992 років храм оздоблювали. Настінні композиції намалював Василь Кризина, орнаменти – Юрій Сікора. Іконостас вирізьбив Юрій Липчей із Липчі. Намісні ікони намалював Василь Кризина, наступний ряд – Михайло Ковач. Все будівництво та прикрашення храму відбулося за священика о. Івана Михайловича Юріни.
Біля церкви стоїть стара дерев’яна дзвіниця.
Село відоме тим, що тут був явлений Образ Богородиці в містечку «Полянка» в 1690 році. На місці з'явлення ікони збудовано Каплицю, і в урочищі Полянки, можна вклонитися цій Іконі Божої Матері, попросити в неї Божого благословення, очиститися від гріхів і всіляких житейських негараздів, напитися чудодійної водиці-живиці з джерела, яке вибило тут зразу після з'явлення Ікони Божої Матері і відтоді ніколи не висихало і не замерзало. Тепер щороку 10 серпня тут відбуваються великі молебні на честь Пресвятої Діви Марії.

## Відомі люди

### Народилися
- Володимир Філіп (нар. 1944) — радянський та український футболіст і тренер.
- Мондич Іван — чеський правник, чоловік скульпторки Олени Мондич-Шиналі
- Михайло Мондич (1923—1968) — шпигун часів «холодної війни», агент НТС у лавах СМЕРШ.

## Туристичні місця
- Храм Вознесіння Господнього. 1870.
- Село відоме тим, що тут був явлений Образ Богородиці в місцевості «Полянка» в 1690 році. Гордістю села є Чудотворна Ікона Божої Матері. Коли в Нанкові було кілька хат, 8 серпня 1641 року, в урочищі Полянки зійшла Ікона Божої матері, яку предки не зуміли прихистити на своїй землі. Вісім пар волів не могли зрушити з місця цю Ікону, поки не пообіцяли, що повезуть її в Повчу. Відтоді ця Ікона не перестає проливати сльози за невдячних земляків. На місці з'явлення Ікони в Нанкові забило джерело, де побудували колодязь. Вода в ньому відтоді не висихала навіть у найзасушливіші роки, вона чудодійна, чиста, як кришталь. Скільки було воєн, всяких бід, а Ікона охороняла село від нашестя ворогів та іншого лиха. У 1914 році невідомий угорський художник зняв копію Ікони Чудотворної з Повчанського монастиря і передав за невеликі кошти до Нанкова. Довгі роки вона прикрашала іконостас старої церкви, пізніше, в 1954 році, благочестиві жителі Нанкова зробили для Ікони рамку і перенесли до нової церкви, вона й тепер знаходиться з правого боку від іконостасу.
На даний час Чудотворна Ікона Божої Матері, або ще відомої як „Просльозивша”, зберігається в монастирі в Повчі за 12 км. від угорського міста Ніредьгази, куди була доставлена за наказом угорського короля.
- На території села є декілька джерел з мінеральною водою (купелі), є також залишки солекопалень, де предки добували сіль і в знак данини відвозили по три підводи щомісяця панам Шенборнам, які жили в Берегові. . В Нанкові й озеро є. Трагічне, до речі. Забирає у свій вир людей. Але й воно у спекотне літо пересихає. І тоді можна перейти його пішки. Враження таке, ніби це й не озеро, а кратер.
- Народний етнографічний краєзнавчий музей "Світлиця". Музей заснований 10 квітня 2002 року. Для цього проводилась велика дослідницько-пошукова робота працівниками бібліотеки та кому не байдуже колишнє існування Нанкова. Сьогодні в Нанківському етнографічно-краєзнавчому музеї експонується та зберігається 1077 експонатів. Вони представляють археологічну, етнографічну, природничу колекції, документи, нагороди, особисті речі відомих діячів краю. Особливе місце в музейній збірці належить творам іконопису, предметам побуту, знаряддям праці, колекції старовинних фотографій, колекції стародруків та роботам уродженців Нанкова. Щороку, старожилами, колекціонерами, краєзнавцями музейні фонди поповнюються новими експонатами.